# Marksuhl
Marksuhl è una frazione del comune tedesco di Gerstungen.

## Storia
Il comune di Marksuhl fu aggregato nel 2018 al comune di Gerstungen.